# 恩間新田
恩間新田（おんましんでん）は、埼玉県越谷市の大字。郵便番号は343-0037。

## 地理
埼玉県の東部地域で、越谷市の北部に位置する。西側に新方川が流れ、さいたま市岩槻区と接する。東側を谷原落が流れ、春日部市と接する。
大字恩間からは北に1 ㎞ほど離れている。

## 歴史
恩間村の持ち添新田であったが恩間新田として明治4年に分村した。
- 1889年（明治22年）4月1日 - 町村制施行により、大房村、三野宮村、大竹村、大道村、大林村、袋山村、恩間村、恩間新田が合併し、南埼玉郡大袋村大字恩間新田となる。
- 1954年（昭和29年）11月3日 - 大袋村が南埼玉郡越ヶ谷町、大沢町、新方村、桜井村、出羽村、蒲生村、大相模村、増林村と合併し、越谷町の大字となる。
- 1958年（昭和33年）11月3日 - 越谷町が市制施行し、越谷市の大字となる。

## 世帯数と人口
2023年（令和5年）1月1日現在の世帯数と人口は以下の通りである。
| 大字     | 世帯数  | 人口  |
| -------- | ------- | ----- |
| 恩間新田 | 319世帯 | 671人 |

## 小・中学校の学区
市立小・中学校に通う場合、学区（校区）は以下の通りとなる。
| 番地 | 小学校               | 中学校               |
| ---- | -------------------- | -------------------- |
| 全域 | 越谷市立千間台小学校 | 越谷市立千間台中学校 |

## 交通

### 鉄道
地内に鉄道は敷設されていない。最寄り駅はせんげん台駅となっている。

### 道路
地内に国道、および主要地方道・一般県道は通っていない。
- 中堀通

## 施設
- 獨協埼玉中学校・高等学校
- あゆみ幼稚園
- 恩間新田公民館